# Espai Ermengol
L'Espai Ermengol és un centre d'informació turística de la ciutat ubicat al carrer Major, número 8, de la Seu d'Urgell. Es tracta d'un centre d'interpretació que té l'objectiu de difondre el patrimoni cultural de la zona. L'espai disposa de dues exposicions permanents i una de temporal, on es tracten temes locals, la figura del Bisbe Ermengol i el món del formatge. També incorpora una oficina de turisme.

## Història
La seva adequació es va finançar amb ajudes del Ministeri de Turisme espanyol, del Fons Europeu de Desenvolupament Regional (FEDER) i del Departament d'Innovació, Universitats i Empresa de la Generalitat de Catalunya. El projecte va tenir un pressupost total d'1.300.000 euros. Les obres es van iniciar a principis del mes de juliol de 2010 i es van allargar nou mesos.

## L'edifici
L'Espai Ermengol consta de quatre plantes. Als baixos es troba l'oficina de turisme. En la primera planta es pot visitar un recorregut per la història local, partint de la prehistòria i arribant a l'actualitat. La segona planta acull l'exposició permanent dedicada al formatge, considerat un dels elements més característics de la Seu. A la tercera planta es poden veure les exposicions temporals. La primera que va acollir el centre tracta sobre la vida del Bisbe Ermengol. La quarta planta està destinada a l'administració. S'ha habilitat l'àtic perquè els visitants puguin tenir una vista general de la ciutat.